# Дом Сен-Сира
Дом Сен-Сира — четырёхэтажное жилое здание в Брюсселе по адресу площадь Амбиорикс, дом 11. Выдающийся памятник стиля модерн, построенный в 1901—1903 годах архитектором Гюставом Стровеном, учеником Виктора Орта, для художника Жоржа Сен-Сира.
Сложность задачи архитектора заключалась в том, что участок для постройки нового дома имел в ширину лишь четыре метра. Это заставило Гюстава Стровена возвести дом не только высоким, в четыре этажа, но и большим в глубину, пожертвовав задним двором. Все помещения дома выходят единственным окном либо на главный, либо на задний фасад; вход организован с улицы прямо в переднюю комнату первого этажа. В центре дома устроена лестничная клетка, обшитая деревянными панелями и освещаемая на всю глубину световым фонарём с витражным остеклением.
Узкий главный фасад дома из красного и белого силезского кирпича, ярко декорирован. На каждом этаже на площадь смотрит по одному окну. Лестница из одиннадцати ступеней, волнообразно изгибаясь, ведёт на лоджию первого этажа; слева под лоджией — вход в полуподвал. Рядом с ним на камне выгравирован автограф архитектора. На перилах лоджии стоят две стальные колонны, несущие плиту балкона второго этажа.
Входная лоджия и балконы оформлены узорными металлическими решётками, богато украшенными разнообразными криволинейными орнаментами — с геометрическими и растительными мотивами. Рисунок кованных решёток перекликается с витиеватыми формами оконных рам. В этом же стиле оформлены и белокаменные детали парапетов. На верхнем этаже оконный проём обрамлён изогнутой стальной балкой, несущей кирпичную оправу балкона и одновременно подчёркивающей вычурное круглое окно. Металлическая арочка со шпилем венчает причудливый фасад. Ограда палисадника и кованная калитка дополняют ансамбль.
Критики называли эту работу слишком вычурной и экстравагантной, говорили о декоре как самоцели, усматривали доведение до абсурда принципов модерна. Другие же характеризовали этот удивительный стиль как «барокко в модерне». В любом случае, для Гюстава Стровена дом Сен-Сира остался самым знаменитым произведением, вершиной его творчества.